# Лудвиг Мария фон Аренберг
Лудвиг Мария фон Аренберг (на немски: Ludwig Maria Herzog von Arenberg; * 19 февруари 1757, Брюксел; † 30 март 1795, Рим) от род Лин/Аренберги, е херцог на Аренберг в Рейнланд-Пфалц, полковник на немски пехотен полк, на френска служба, рицар на „ордена Свети Хуберт“. Той е прадядо на австрийската императрица Елизабет Баварска.

## Произход
Той е по-малък син, седмото дете, на австрийския фелдмаршал Карл Мария Раймунд (1721 – 1778), 5. херцог на Аренберг, и съпругата му Луиза Маргарета фон дер Марк-Шлайден (1730 – 1820), дъщеря-наследничка на граф Лудвиг Енгелберт фон Марк и Шлайден (1701 – 1773) и Мари Анна Хиацинта де Висделу (1712 – 1731). Внук е на херцог Леополд Филип фон Аренберг (1690 – 1754) и правнук на княз и херцог Филип Карл фон Аренберг (1587 – 1640). Най-големият му брат Лудвиг Енгелберт (1750 – 1820) е херцог на Аренберг, Арсхот и Мепен, от 1803 г. също княз на Реклингхаузен.
Лудвиг Мария фон Аренберг умира на 38 години на 30 март 1795 г. в Рим.

## Фамилия
Първи брак: с дъщеря на маркиз Луис Йозеф дьо Меи-Нел, принц д'Оранж (1744 – 1810). Те имат една дъщеря: 
- Амалия Луиза фон Аренберг (* 10 април 1789, Брюксел; † 4 април 1823, Бамберг), омъжена на 26 май 1807 г. в Брюксел за херцог Пий Август Баварски (1786 – 1837); баба на императрица Елизабет Баварска (Сиси).

Втори брак: на 4 или 13 февруари 1792 г. в Париж с принцеса Елисавета Борисовна Шакховская (* 29 ноември 1773, Москва; † 20/27 октомври 1796, Москва), дъщеря на генерал-лейтенант принц Борис Григориевич Шакховской (1737 – 1813) и баронеса Варвара Строганов (1748 – 1823). Те имат една дъщеря:
- Катерина (* 1 декември 1792; † 1 август 1794)

Вдовицата му Елисавета Борисовна Шакховская се омъжва втори път през 1795 г. за принц Пиотр Феодорович Шакховской (* 17 март 1773; † 9 октомври 1841).